# GSS Nuuk
Grønlands Seminariums Sportklub (kurz GSS Nuuk) ist ein grönländischer Fußballverein aus Nuuk.

## Geschichte
GSS Nuuk wurde am 3. Februar 1944 gegründet und gehört somit zu den ältesten Fußballvereinen Grönlands und ist zudem der zweitälteste der Stadt nach NÛK. Es handelt sich um den Sportverein von Grønlands Seminarium und kann somit als Hochschulsportverein gesehen werden.
GSS Nuuk ist erstmals 1958 als Teilnehmer der Grönländischen Fußballmeisterschaft bezeugt, die der Verein gewann. 1959/60 schied er im Viertel- oder Halbfinale aus. 1963/64 konnte sich GSS für die Schlussrunde qualifizieren, die der Verein aber auf dem letzten Platz abschloss. In der Folgesaison schied der Verein im Finale der Qualifikationsrunde aus. Auch 1967/68 und 1969 konnte sich GSS Nuuk nicht für die Schlussrunde qualifizieren. 1970 gelang die Qualifikation für die Schlussrunde, aber der Verein belegte nur einen der hinteren Plätze. 1971 wurde GSS Nuuk Vizemeister, bevor er 1972 zum zweiten Mal die Meisterschaft gewinnen konnte. Im Folgejahr gewann der Verein zum dritten Mal und zog somit mit T-41 Aasiaat und K-33 Qaqortoq als Rekordmeister gleich. Mit dem vierten Titel im Jahr 1975 wurde GSS Nuuk alleiniger grönländischer Rekordmeister. 1976 gewann der Verein zum vierten Mal innerhalb von fünf Jahren die Meisterschaft. In den Jahren danach ist der Verein nicht mehr als Teilnehmer der Meisterschaft bezeugt und in dieser Zeit verlor er die Vormachtstellung in der Stadt an NÛK. Erst 1991 ist wieder eine Teilnahme bekannt, aber GSS schied schon in der Vorrunde aus. Im folgenden Jahrzehnt trat der Verein nicht bei der Meisterschaft an. Erst 2002 nahm wieder eine Mannschaft teil, die jedoch nicht wettbewerbsfähig war und mit sechs Niederlagen aus sechs Spielen in der Qualifikation ausschied. Sie verlor sogar das Spiel gegen die Dritte Mannschaft von NÛK und trat gegen den Tabellenführer und späteren Vizemeister B-67 Nuuk nicht an, nachdem sie bereits gegen dessen Zweite Mannschaft mit 1:15 verloren hatte. Die folgenden Jahre verzichtete die Mannschaft offenbar wieder durchgehend auf eine Teilnahme. Erst 2016 nahm sie wieder teil, verlor aber ihre beiden Qualifikationsspiele mit 0:19 und 0:14. 2018 hätte die Mannschaft eigentlich teilnehmen sollen, zog ich aber vor dem Wettbewerb zurück. 2019 nahm GSS Nuuk wieder teil und qualifizierte sich knapp erstmals seit rund 45 Jahren für die Schlussrunde, wo die Mannschaft aber alle fünf Spiele verlor.
Die Frauenmannschaft gewann 2018 die grönländische Meisterschaft. 

### Platzierungen bei der Meisterschaft
- 1954/55: unbekannt
- 1958: Meister
- 1959/60: Viertelfinale oder Halbfinale
- 1963/64: Platz 4 (von 4)
- 1966/67: nicht qualifiziert
- 1967/68: nicht qualifiziert
- 1969: nicht qualifiziert
- 1970: Platz 5/6 (von 6)
- 1971: Platz 2 (von 3)
- 1972: Meister
- 1973: Meister
- 1974: unbekannt
- 1975: Meister
- 1976: Meister
- 1977: teilgenommen
- 1978: unbekannt
- 1979: unbekannt
- 1980: unbekannt
- 1981: unbekannt
- 1982: unbekannt
- 1983: unbekannt
- 1984: unbekannt
- 1985: unbekannt
- 1986: unbekannt
- 1987: unbekannt
- 1988: unbekannt
- 1989: unbekannt
- 1990: nicht teilgenommen
- 1991: nicht qualifiziert
- 1992: nicht teilgenommen
- 1993: nicht teilgenommen
- 1994: unbekannt
- 1995: nicht teilgenommen
- 1996: unbekannt
- 1997: nicht teilgenommen
- 1998: nicht teilgenommen
- 1999: nicht teilgenommen
- 2000: nicht teilgenommen
- 2001: nicht teilgenommen
- 2002: nicht qualifiziert
- 2003: nicht teilgenommen
- 2004: unbekannt
- 2005: unbekannt
- 2006: unbekannt
- 2007: unbekannt
- 2008: nicht teilgenommen
- 2009: nicht teilgenommen
- 2010: nicht teilgenommen
- 2011: nicht teilgenommen
- 2012: unbekannt
- 2013: unbekannt
- 2014: nicht teilgenommen
- 2015: nicht teilgenommen
- 2016: nicht qualifiziert
- 2017: nicht teilgenommen
- 2018: nicht teilgenommen
- 2019: Platz 6 (von 6)
- 2020: nicht teilgenommen
- 2021: nicht ausgespielt
- 2022: unbekannt
- 2023: unbekannt

## Andere Sportarten

### Handball
Die Handballmannschaft war 1974 erster Gewinner der grönländischen Handballliga. Der Erfolg konnte, 1976, 1977 und 1979 wiederholt werden. 

### Volleyball
Sowohl die Volleyballmannschaften der Männer als auch die der Frauen gewannen bereits mehrfach die grönländische Volleyballmeisterschaft. 
Männer: 
- 1984, 1985, 1987, 1989, 1990, 1994, 1995, 1996, 1997, 2004, 2006

Frauen:
- 1985, 1986, 1988, 1999, 1993, 1996, 1997, 1998, 2000, 2003, 2005, 2007, 2008